# Hillman, Western Australia
Hillman är en ort i Australien. Den ligger i kommunen Rockingham och delstaten Western Australia, omkring 38 kilometer söder om delstatshuvudstaden Perth. Antalet invånare är 1 912. Närmaste större samhälle är Rockingham, nära Hillman. 